# August Hampe
Ludwig August Emil Hampe (* 20. April 1866 in Holzminden; † 6. Februar 1945 ebenda) war ein deutscher Jurist. Als Anhänger der Welfen engagierte er sich in der Braunschweigisch-Niedersächsischen Partei (BNP). Er war Justizminister des Freistaates Braunschweig.

## Leben und Beruf
August Hampe war der Sohn eines Obergerichtsadvokaten und der Enkel des Präsidenten der Ständeversammlung Karl Steinacker († 1847). Bevor er 1884 auf ein Gymnasium nach Sangerhausen kam, wuchs er in Holzminden auf. Nach dem Abitur studierte Hampe ab 1885 Rechtswissenschaft an der Georg-August-Universität Göttingen. 1886 wurde er im Corps Brunsviga Göttingen recipiert. Als Inaktiver wechselte er an die Friedrich-Wilhelms-Universität zu Berlin.

### Richter im Herzogtum Braunschweig
Nachdem er 1889 und 1892 beide Staatsexamen bestanden hatte, trat er als Gerichtsassessor in den Justizdienst des Herzogtums Braunschweig ein. 1889 wurde Hampe zum Amtsrichter in Walkenried im Harz ernannt, wurde aber bereits 1900 an das Amtsgericht Braunschweig versetzt. 1901 arbeitete er als Landrichter am Landgericht Braunschweig. 1907 wurde er Oberlandesgerichtsrat. Ab 1908 war Hampe Mitglied der juristischen Prüfungskommission und ab 1909 des Verwaltungsgerichtshofes, zu dessen stellvertretendem Vorsitzenden er 1913 ernannt wurde. 1910 wurde er Mitglied des braunschweigischen Kompetenzgerichtshofes. Während des Ersten Weltkrieges diente Hampe im Stab des ostfriesischen Küstenschutzes. Von Ende 1920 bis zu seiner Pensionierung am 31. Juli 1931 war Hampe schließlich Senatspräsident am Oberlandesgericht Braunschweig.
August Hampe veröffentlichte eine Vielzahl juristischer Arbeiten und war seit 1905 als Nachfolger Adolf Dedekinds Dozent an der Technischen Hochschule Braunschweig. Von 1909 bis 1919 war er darüber hinaus, wiederum als Nachfolger Adolf Dedekinds, Herausgeber der „Zeitschrift für Rechtspflege im Herzogtum Braunschweig“.

### Politiker im Freistaat Braunschweig
Nach Ende des Ersten Weltkrieges und der sich daraus ergebenden Novemberrevolution, die auch in Braunschweig umfassende sozialen, wirtschaftliche und politische Veränderungen mit sich brachte, trat Hampe der vaterländischen Bewegung im Lande Braunschweig bei, die sich für die Rechte und insbesondere für die Rückkehr des am 8. November 1918 im Zuge der Novemberrevolution in Braunschweig abgedankten Braunschweigischen Herzogshauses einsetzte. Zu diesem Zwecke gründete Hampe zusammen mit Gleichgesinnten die Vereinigung „Brunonia“. Wegen seines offen pro-welfischen Engagements galt er bei seinen politischen Gegnern als reaktionär.
Seit 1918 war er auf der Liste des Braunschweigischen Landeswahlverbandes, eines gemeinsamen Wahlvorschlages von DVP, DNVP, Wirtschaftlicher Einheitsliste und der von ihm 1918 gegründeten Braunschweigisch-Niedersächsischer Partei (BNP), deren langjähriger Vorsitzender er war. 1919/20 gehörte er, ebenfalls auf der Liste des Landeswahlverbandes gewählt, der Weimarer Nationalversammlung an, wo er sich als Hospitant der DNVP-Fraktion anschloss, aber dessen ungeachtet eng mit den Abgeordneten der Deutsch-Hannoverschen Partei kooperierte.
Von Mai 1924 bis 1928 war er Mitglied des Reichstages. Bei den Reichstagswahlen von 1924 (Mai und Dezember) war die BNP im Wahlkreis Südhannover-Braunschweig eine Listenverbindung mit der DHP eingegangen, über die Hampe dann gewählt wurde.
1919 wurde Hampe in den Braunschweigischen Landtag gewählt, dessen Mitglied er bis 1925 war. Unter Ministerpräsident Heinrich Jasper (SPD) war er vom 5. September 1919 bis 21. April 1920 Justizminister des Freistaates Braunschweig.